# Takashi Yamamoto
Takashi Yamamoto (Osaka, Japón, 23 de julio de 1978) es un nadador japonés especializado en pruebas de estilo mariposa, donde consiguió ser medallista de bronce olímpico en 2004 en los 4 x 100 metros estilos.

## Carrera deportiva
En los Juegos Olímpicos de Atenas 2004 ganó la medalla de bronce en los relevos de 4 x 100 metros estilos (nadando el largo de mariposa), con un tiempo de 3:35.22 segundos, tras Estados Unidos (oro con 3:30.68 segundos que fue récord del mundo) y Alemania (plata).